# Digno Amador Núñez
Digno Amador Núñez (Santa Elena, 25 de mayo de 1866 - Guayaquil, 25 de noviembre de 1949) fue un empresario de la sal y político ecuatoriano.
Heredó de su familia extensas propiedades en Salinas (localidad cuyo nombre proviene de las extensas minas de sal que se han venido explotando en su suelo salitroso desde el período precolombino).
Allí hizo construir su casa familiar.
Como era muy difícil trasladar a sus hijas hasta la escuela en Santa Elena, con su propio dinero hizo construir una humilde escuela de cañas. Pocos años después la escuela fue consumida por un incendio.
Fue jefe político y concejal ―por votación popular― de dos cantones (el cantón Santa Elena y el cantón Salinas).
Para no perder a la maestra, Digno Núñez ―que se había hecho rico con productos de la salina― levantó una escuela de ladrillos, que lleva su nombre. Cuando, décadas después, la escuela acogió a cientos de estudiantes, tuvo que ser ampliada.
En 1929 gracias a las gestiones de Digno Núñez ―que en esa época era director del Club Patriótico―, alcanzó la categoría de «parroquia rural» del cantón Santa Elena (en 1937 se convertirá en el «cantón Salinas» de la provincia del Guayas).
Digno Núñez falleció en el hospital de la ciudad de Guayaquil, el 25 de noviembre de 1949, a los 83 años.